# Karakulská ovce

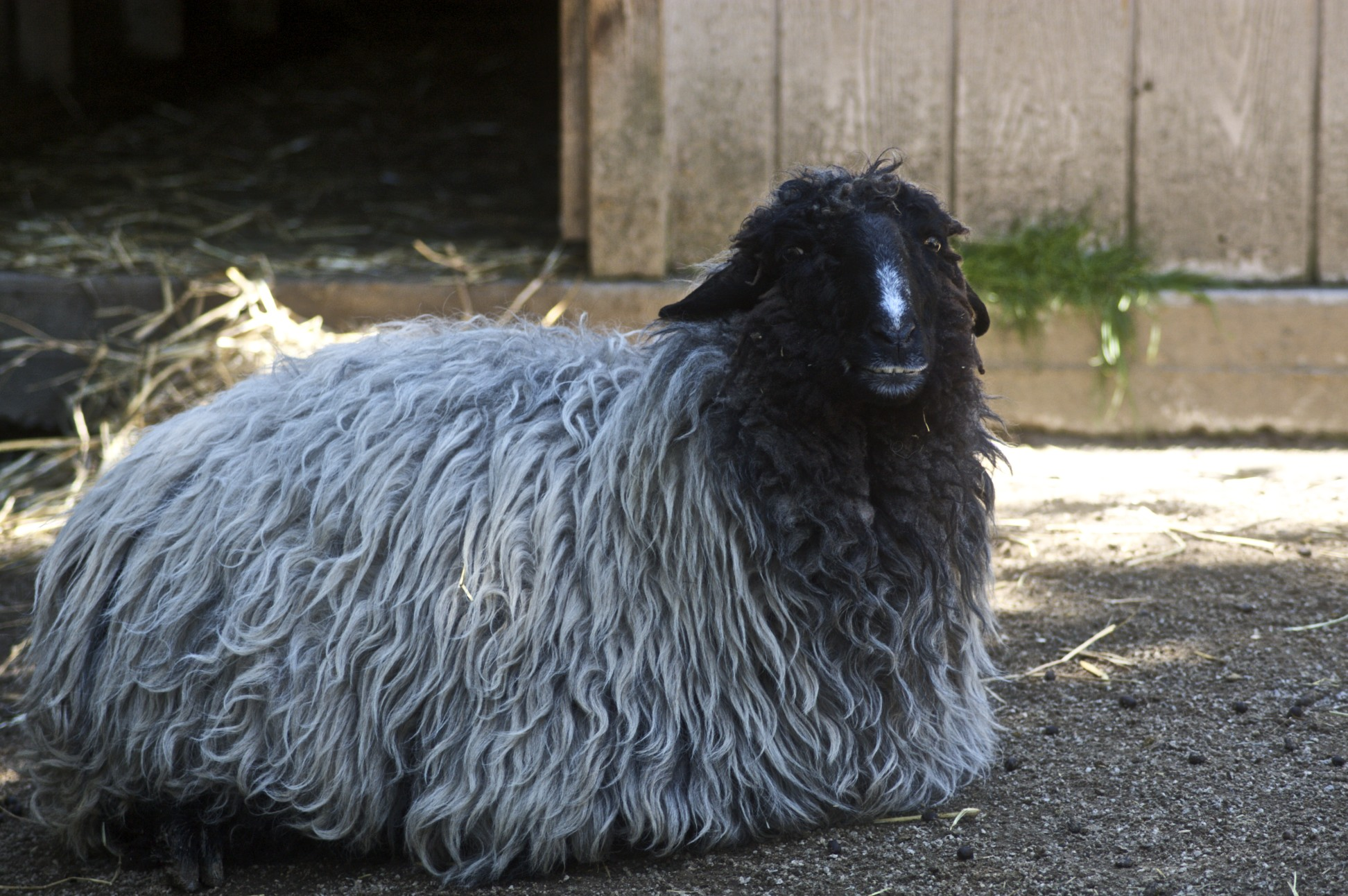
Dospělá karakulská ovce

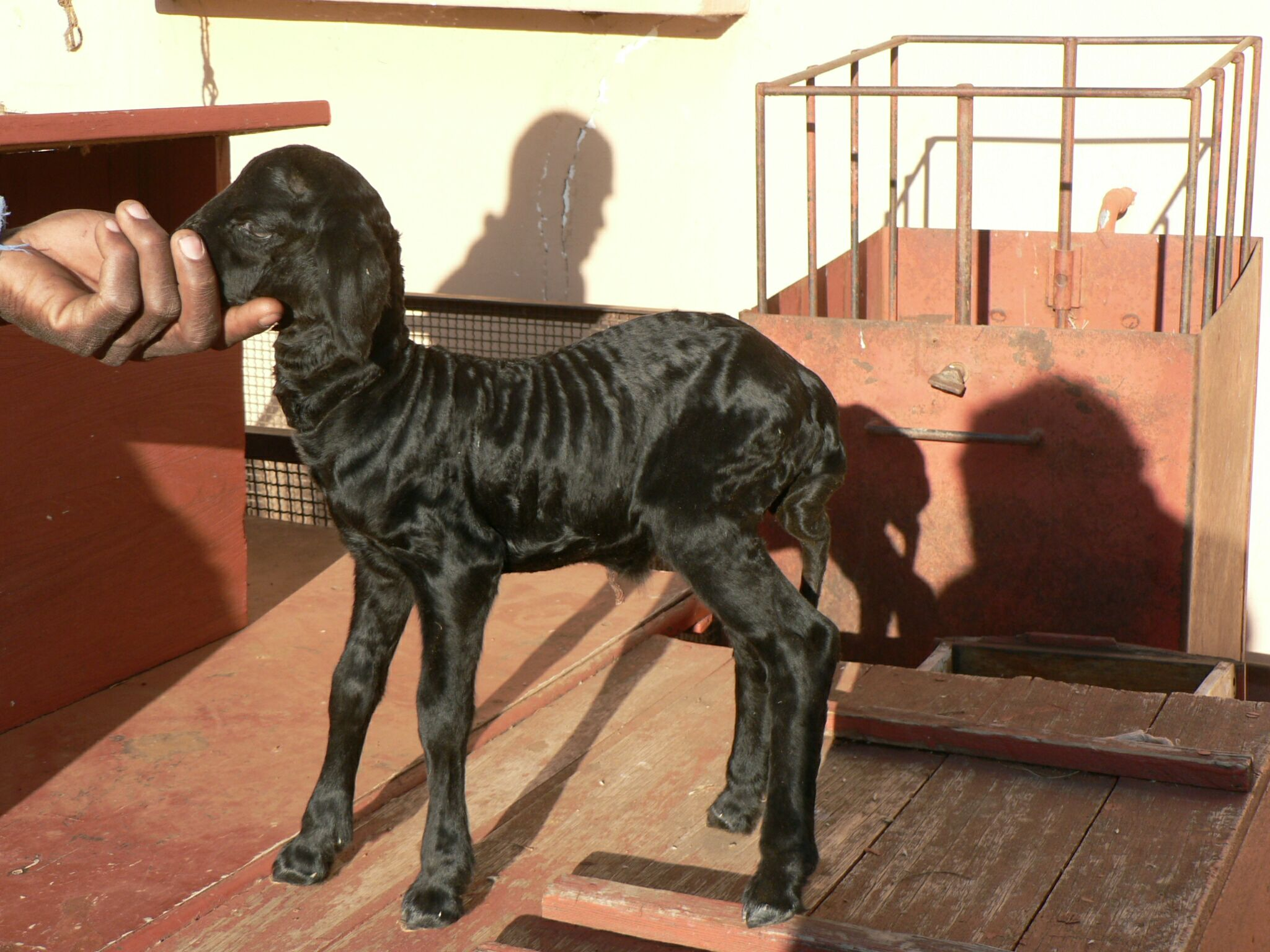
Karakulské jehně

Karakulská ovce je nejznámější zástupce kožešinových plemen ovcí, pocházející ze Střední Asie, především z dnešního Uzbekistánu, Turkmenistánu a Afghánistánu. Světoznámou se stala kvůli mimořádně kvalitní kožešině svých jehňat, známé pod názvem persián.

## Vzhled
Karakulská ovce patří mezi středně velká plemena ovcí, dosahuje hmotnosti 40–60 kg, výšky v kohoutku asi 65 cm a délky těla 80 cm. Má klabonosou hlavu, dlouhé, převislé uši, berani jsou zpravidla rohatí, bahnice bezrohé. Nápadný je její široký ocas, v němž si ukládá zásoby tuku, patří tedy mezi tlustoocasá plemena ovcí. Dospělé ovce mají hrubou vlnu šedé či hnědé barvy, jehňata se však rodí černá a mají zvláštní strukturu srsti, stáčející se do malých ruliček (podobně jako u pudla).

## Původ a rozšíření
Karakulská ovce patří mezi nejstarší kulturní plemena ovce domácí. Byla vyšlechtěna přibližně před 3.000 lety na území dnešního Uzbekistánu a Turkmenistánu, kde je dodnes chována v největším množství. Název karakul znamená uzbecky "černé jezero" a ovce jej dostala podle místa nedaleko Bucháry, kde se pásla stáda, patřící buchárskému emírovi. Ve středověku se kožešiny dovážely do Evropy po Hedvábné stezce, vývoz živých ovcí však byl až do konce 19. století přísně zakázán, v Buchárském emirátu dokonce pod trestem smrti. Počátkem 20. století se živé ovce dostaly poprvé do Evropy, kde se však kvůli rozdílnému klimatu jejich chov nedařil. Němci je ale přivezli do dnešní Namibie (tehdy německá kolonie Jihozápadní Afrika), kde se velmi dobře adaptovaly. V Namibii se tyto ovce chovají dodnes. Ve 30. a především v 50. letech se experimentovalo s jejich chovem i v tehdejším Československu, chov však byl velmi náročný a jeho výsledky nesplnily očekávání. Po roce 2000 choval karakulské ovce Školní zemědělský podnik v Žabčicích.

## Užitek
Karakulská ovce se chová především pro kožešinu mladých jehňat, známou v Evropě jako persián či astrachán. Vzhledem k tomu, že se získává z velmi mladých jehňat stáří jednoho až čtyř dnů, vztahují se k jejímu užívání etické kontroverze. V Evropě se zní především v 19- a 1. pol. 20. stol. zhotovovaly především dámské kožichy nebo pouze jejich límce, podšívky a lemy, ale také čepice a rukávníky. Na Blízkém a Středním východě (Írán, Afghánistán, Uzbekistán) je však populárním materiálem pro výrobu pánských čepic. Dříve se z ní zhotovovaly i čapky španělských toreadorů zvané montera. 
Ještě více bývala ceněna kožešina z nenarozených jehňat od čtyř měsíců stáří plodu (ovce jsou březí pět měsíců). Obvykle se získávaly z neodnošených a mrtvě narozených jehňat, případně z poražených březích ovcí. Tato kožešina má rovnou, sametově hebkou srst vytvářející efekt moaré, zpravidla černé barvy s namodralým leskem, v Orientě bývala známá jako karakulča "malý karakul" nebo "karakuleček", evropští kožešníci ji prodávali pod názvem breitschwanz (tj. kožešina ovce se širokým ocasem), během 20. stol. se však z etických důvodů prakticky přestala používat. Tyto kožešinky jsou drobné, velmi tenké a málo odolné - snadno se trhají a brzy ztrácejí srst.
Masná i mléčná užitkovost je skrovná, maso má však vynikající chuť, podobnou mufloní zvěřině. Polohrubá vlna dospělých ovcí se používá především pro výrobu perských koberců.